# Juniperus ashei
Juniperus ashei là một loài thực vật hạt trần trong họ Cupressaceae. Loài này được J.Buchholz mô tả khoa học đầu tiên năm 1930.